# Copa Emídio Perondi 2005
In 2005 werd de eerste editie van de Copa Emídio Perondi gespeeld voor voetbalclubs uit de Braziliaanse staat Rio Grande do Sul. De competitie werd georganiseerd door de FGF en werd gespeeld van 20 maart tot 12 juni. Novo Hamburgo werd kampioen en mocht daardoor deelnemen aan de Série C 2005 en de Copa do Brasil 2006. Tevens degradeerde de twee laatsten uit de hoogste klasse van het Campeonato Gaúcho.

## Eerste fase

### Groep A
| Plaats | Clu               | Wed. | W | G | V | Saldo | Ptn. |
| ------ | ----------------- | ---- | - | - | - | ----- | ---- |
| 1.     | Novo Hamburgo     | 12   | 7 | 2 | 3 | 20:9  | 23   |
| 2.     | Brasil de Pelotas | 12   | 6 | 4 | 2 | 20:11 | 22   |
| 3.     | Esportivo         | 12   | 5 | 4 | 3 | 17:13 | 19   |
| 4.     | Ulbra             | 12   | 4 | 5 | 3 | 19:14 | 17   |
| 5.     | 15 de Novembro    | 12   | 3 | 6 | 3 | 13:15 | 15   |
| 6.     | Passo Fundo       | 12   | 3 | 1 | 8 | 10:20 | 10   |
| 7.     | São Gabriel       | 12   | 2 | 2 | 8 | 10:27 | 8    |

|  | Geplaatst voor tweede fase       |
|  | Degradatie uit Campeonato Gaúcho |

### Groep B
| Plaats | Clu             | Wed. | W | G | V | Saldo | Ptn. |
| ------ | --------------- | ---- | - | - | - | ----- | ---- |
| 1.     | São José        | 12   | 6 | 4 | 2 | 18:11 | 22   |
| 2.     | Glória          | 12   | 6 | 2 | 4 | 21:17 | 20   |
| 3.     | Veranópolis     | 12   | 5 | 1 | 6 | 17:16 | 16   |
| 4.     | Farroupilha     | 12   | 4 | 4 | 4 | 15:16 | 16   |
| 5.     | Santa Cruz      | 12   | 4 | 3 | 5 | 17:19 | 15   |
| 6.     | Grêmio São José | 12   | 4 | 2 | 6 | 14:22 | 14   |
| 7.     | Guarani         | 12   | 3 | 4 | 5 | 15:16 | 13   |

|  | Geplaatst voor tweede fase       |
|  | Degradatie uit Campeonato Gaúcho |

## Tweede fase
|  | Halve finale      | Halve finale      | Halve finale |   |               | Finale | Finale | Finale |
|  |                   |                   |              |   |               |        |        |        |
|  | Glória            | 0                 | 0            |   |               |        |        |        |
|  | Novo Hamburgo     | 1                 | 5            |   |               |        |        |        |
|  | Novo Hamburgo     | 1                 | 5            |   | Novo Hamburgo | 1      | 3      |        |
|  |                   |                   |              |   | Novo Hamburgo | 1      | 3      |        |
|  |                   | Brasil de Pelotas | 1            | 0 |               |        |        |        |
|  | Brasil de Pelotas | Brasil de Pelotas | 1            | 0 | 2             | 2      |        |        |
|  | Brasil de Pelotas |                   |              |   | 2             | 2      |        |        |
|  | São José          | 0                 | 0            |   |               |        |        |        |

## Kampioen
| Copa Emídio Perondi de 2005       |
| Novo Hamburgo                     |
| --------------------------------- |
| NOVO HAMBURGO Kampioen (1° titel) |